# Northern Arizona University
Northern Arizona University (w skrócie NAU) – amerykański publiczny uniwersytet z siedzibą we Flagstaff w stanie Arizona. Posiada 39 kampusów rozlokowanych w całym stanie, w których kształci się ok. 25 tysięcy studentów.
W 2009 r. magazyn Forbes umieścił uczelnię na 78. miejscu listy najlepszych publicznych college’ów amerykańskich, oraz na 460. w klasyfikacji ogólnej najlepszych amerykańskich college’ów 2010 roku. Szkoła kształci na 93 kierunkach i składa się z sześciu college’ów.

## Historia
Uczelnia powstała 11 września 1899 r. i początkowo nosiła nazwę Northern Arizona Normal School. Dwa lata później jej mury opuściły pierwsze absolwentki. Były to cztery kobiety, które otrzymały listy uwierzytelniające, by móc uczyć na terytorium Arizony. W 1925 r. władze ustawodawcze Arizony pozwoliły szkole, która teraz nazywała się Northern Arizona State Teacher’s College, przyznawać tytuły licencjackie.
W 1929 r. nazwę zmieniono na Arizona State Teacher’s College of Flagstaff. Wielki kryzys wymusił wprowadzenie opłat na Flagstaff, ale college, który był w stanie zapewnić pracę ponad czterystu studentom, odnotował wzrost zainteresowania. W 1937 r. zaczęto przyznawać także tytuły magisterskie.

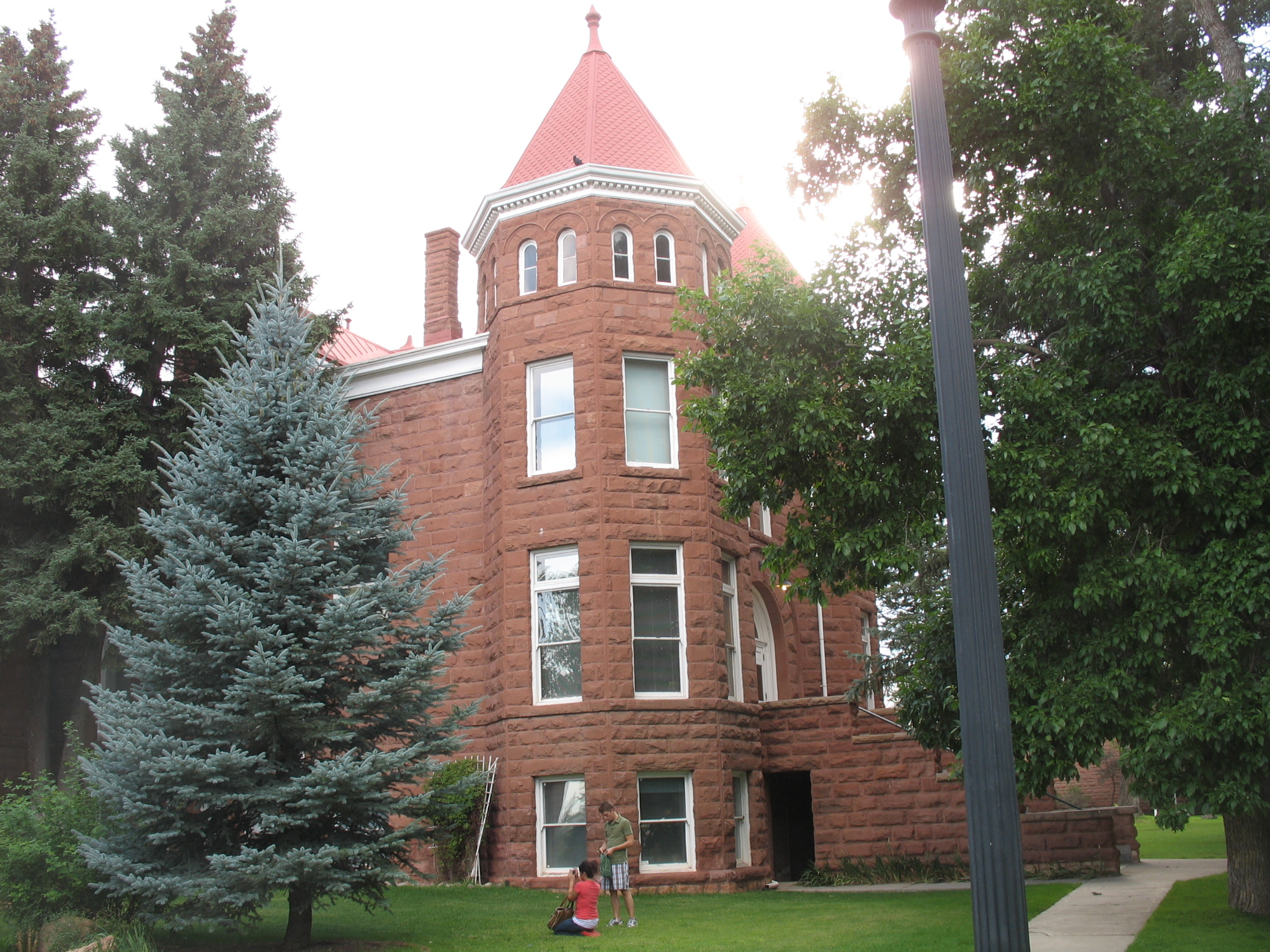
Old Main, czyli dawna siedziba Northern Arizona Normal School

Tuż przed wybuchem II wojny światowej liczba chętnych na studia gwałtownie spadła, a uczelnia stała się ośrodkiem szkoleniowym marynarki wojennej.
W 1945 r. nazwę szkoły zmieniono na Arizona State College of Flagstaff, ponieważ college przyznawał teraz tytuły spoza dyscyplin oświatowych, a utworzony w 1958 r. program leśnictwa, zapoczątkował przekształcanie college’u w uniwersytet. W 1966 r. polecono zmienić nazwę uczelni na aktualnie używaną, a dwa lata później pozwolono jej nadawać stopnie doktoranckie. Pierwsi absolwenci z tytułem doktora ukończyli studia w 1973 roku.

## Kampusy
Uniwersytet utrzymuje w całej Arizonie 39 kampusów, gdzie kształci się około jedna trzecia wszystkich studentów. Uczelnia oferuje także alternatywne formy nauki, takie jak: studia wieczorowe, zaoczne, czy nauczanie przyśpieszone. Przyznaje też ponad 120 stopni naukowych i certyfikatów. Położone na 2120 m n.p.m. główne miasteczko uniwersyteckie Flagstaff jest otoczone przez największy sosnowy las w Ameryce Północnej, a panujący tam klimat z czterema porami roku zbliżony jest do polskiego. Śnieg pada przeważnie w grudniu i styczniu, a w znajdującym się 11 km od kampusu kurorcie alpejskim można jeździć na nartach. Pod koniec 2010 r. na uniwersytecie kształciło się 25 204 studentów, z czego 17 529 na Flagstaff.

## Struktura

### College of Arts and Letters
College mieści się w kilku miejscach, które jednocześnie znajdują się pod jego nadzorem: NAU Art Museum, Martin-Springer Institute, Northern Arizona Writing Project, Ardrey Memorial Auditorium, Ashurst Hall. Studenci dzielą się swoimi artystycznymi i naukowymi osiągnięciami podczas ponad 300 przedstawień, wykładów i filmów prezentowanych w ciągu roku.

### College of Education
College Edukacji kształci wychowawców, doradców, psychologów i opiekunów szkolnych. Zakres studiów obejmuje zarówno naukę, jak i nauczanie (np. wczesnoszkolne, podstawowe), oraz umiejętność szkolnej psychologii i przywództwa.

### College of Engineering, Forestry, and Natural Sciences
College Inżynierii, Leśnictwa i Nauk przyrodniczych posiada 11 wydziałów, 13 ośrodków naukowych i dwa instytuty. Kształci na takich kierunkach jak: nauki przyrodnicze, chemia i biochemia, inżynieria środowiskowa, informatyka, elektrotechnika, budownictwo, geologia, matematyka i statystyka, budowa maszyn oraz fizyka i astronomia. Ponadto oferta programowa ciągle rozszerzana jest o nowe kierunki.

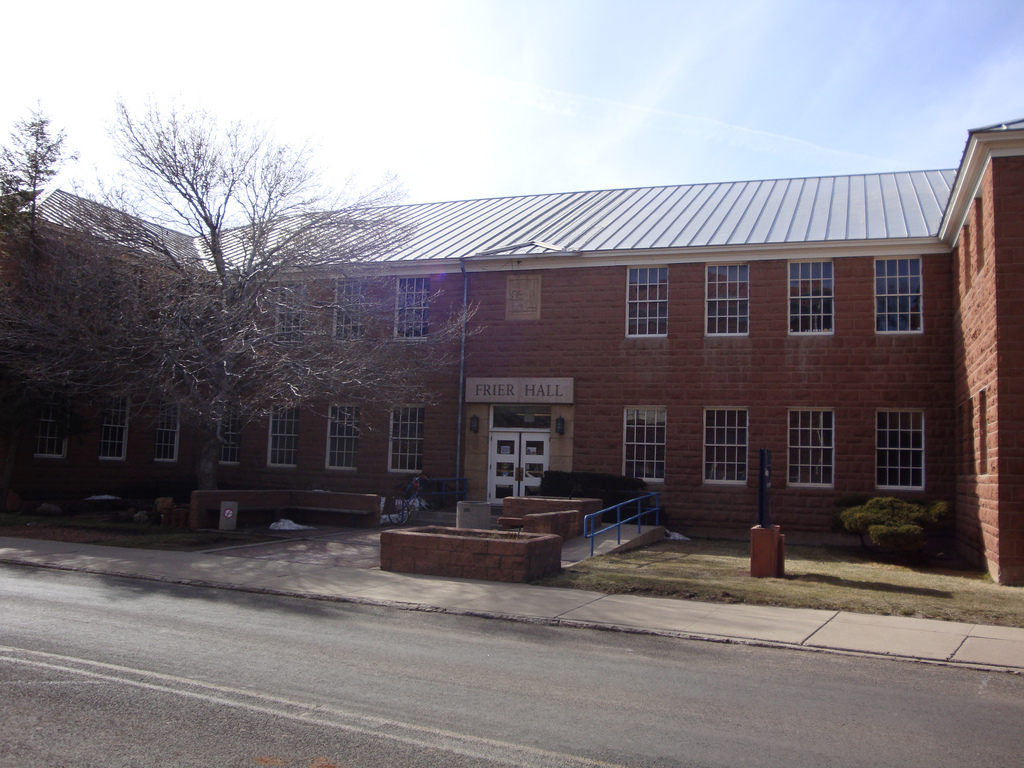
Wydział geologii

### College of Health and Human Services
College składa się ze szkoły pielęgniarskiej i trzech działów nauk rehabilitacyjnych: fizjoterapii, ćwiczeń sportowych i zaburzeń komunikacji. Wśród nauk zdrowotnych są: wychowanie fizyczne, opieka szkolna i społeczna opieka zdrowotna.

### College of Social and Behavioral Sciences
W ofercie college’u znajdują się m.in.: antropologia, kryminologia, etnografia, geografia, planowanie i rekreacja, politologia, psychologia, komunikacja, socjologia/praca socjalna.

### The W.A. Franke College of Business
College kształci głównie studentów, którzy nie zdobyli jeszcze licencjatu, jednak oferuje też stopnie magisterskie i możliwość prowadzenia badań naukowych. Jego nazwa wywodzi się od biznesmena Billa Franke, który przekazał szkole 25 milionów dolarów wsparcia.

## Sport i rekreacja
Uczelnia posiada dobrze przygotowane i wyposażone obiekty sportowe, a studenci wychowania fizycznego często biorą udział w krajowych i międzynarodowych zawodach lekkoatletycznych, pływackich, tenisowych oraz grach zespołowych (koszykówka, baseball, hokej). Uniwersytet uczestniczy w 15 między szkolnych programach sportowych. Drużyny uniwersyteckie rywalizują w tzw. Walkup Skydome, wszechstronnym budynku, który może służyć zarówno jako hala sportowa, jak i widowiskowa, np. podczas ceremonii rozdania dyplomów i innych ważnych wydarzeń. W szkole działa 12 zespołów sportowych, w tym drużyna footballowa o nazwie Lumberjacks (Drwale).
Uniwersyteckie centrum rekreacyjne oferuje wszystkim studentom szereg udogodnień pozwalających aktywnie spędzić czas. Dostępne są m.in.: w pełni zaopatrzona siłownia, dwa boiska do koszykówki i siatkówki, sale gimnastyczne, aerobik, studio tańca, sześć ścian wspinaczkowych, szatnie z suchymi saunami oraz pokoje konferencyjne.
W 2011 r. centrum przemodelowano, tworząc w jego miejscu uniwersyteckie centrum zdrowia i nauki. Wewnątrz udostępniono tor dla biegaczy, nową ścianę wspinaczkową, większą i wszechstronną siłownię oraz teatr. Centrum zawiera także wszystkie usługi medyczne, które poprzednio mieściły się w różnych miejscach kampusu.

## Studenckie media
Na uniwersytecie działa ponad 180 różnego rodzaju organizacji naukowych, usługowych i społecznych. Studenci zajmują się też mediami, prowadząc radio, telewizję i prasę. Co tydzień wydawana jest niezależna, studencka gazeta The Lumberjack. Założona w 1914 r. jest drugą najstarszą gazetą w północnej Arizonie.
We Flagstaff działa radio KJACK, które można słuchać również online, a od poniedziałku do czwartku nadaje informacyjna telewizja NAZ Today. Od zamknięcia w sierpniu 2008 r. kanału Channel 2, NAZ Today jest jedynym źródłem telewizyjnych informacji. Oprócz niej działa jeszcze studencka stacja UTV 62, która nadaje 24 godziny na dobę przez 7 dni w tygodniu.

### The Dark City Times
Latem 2010 r. grupa studentów dziennikarstwa, poprzednio zajmujących się The Lumberjack, stworzyła niezależną, studencką stronę internetową The Dark City Times. Powstała ona w odpowiedzi na zwiększającą się kontrolę i ingerencję wydziału w sprawy mediów studenckich. Aktualnie strona publikuje wiadomości, artykuły rozrywkowe oraz rozmaite blogi o tematyce politycznej, popkulturowej i studenckiej. Są również podejmowane starania o stworzenie drukowanej wersji czasopisma. Stronę redaguje grupa stałych współpracowników i studentów, którzy chcą się zajmować dziennikarstwem jako wolni strzelcy.

### College’e
- College of Arts and Letters
- College of Education
- College of Engineering, Forestry, and Natural Sciences
- College of Health and Human Services
- College of Social and Behavioral Sciences
- The W.A. Franke College of Business

### Media studenckie
- Gazeta The Lumberjack
- Internetowe radio KJACK
- Strona telewizji informacyjnej NAZ Today
- Studencka telewizja UTV 62
- Niezależna studencka strona The Dark City Times. darkcitytimes.com. [zarchiwizowane z tego adresu (2011-08-15)].